# Circulation
Circulation (englisch für Zirkulation im Sinne von Blutkreislauf) ist eine von der American Heart Association (AHA) herausgegebene kardiologische Fachzeitschrift. Ihre Beiträge behandeln die Erforschung und klinische Praxis der Herz-Kreislauferkrankungen und durchlaufen ein Peer-Review-Verfahren. Die Zeitschrift wurde 1950 gegründet und erscheint wöchentlich im Verlag Lippincott Williams & Wilkins.

## Impact Factor
Der Impact Factor lag im Jahr 2018 bei 23,054. Nach der Statistik des ISI Web of Knowledge wird das Journal mit diesem Impact Factor in der Kategorie Herz-Kreislauf-System an zweiter Stelle von 136 Zeitschriften und in der Kategorie periphere Gefäßkrankheit an erster Stelle von 65 Zeitschriften geführt.

## Subtitel
Seit 2008 werden sechs Titel zu Sub-Disziplinen und -Themen herausgegeben, die jeweils alle zwei Monate erscheinen:
- Circulation: Arrhythmia and Electrophysiology (Circ Arrhythm Electrophysiol)[5]
- Circulation: Heart Failure (Circ Heart Fail)[6]
- Circulation: Cardiovascular Imaging (Circ Cardiovasc Imaging)[7]
- Circulation: Cardiovascular Interventions (Circ Cardiovasc Intervent)[8]
- Circulation: Cardiovascular Quality and Outcomes (Circ Cardiovasc Qual Outcomes)[9]
- Circulation: Cardiovascular Genetics (Circ Cardiovasc Genet)[10]